# Belmont-d'Azergues
Belmont-d'Azergues è un comune francese di 649 abitanti situato nel dipartimento del Rodano nella regione Alvernia-Rodano-Alpi.
Il suo territorio è bagnato dalle acque del fiume Azergues.

## Società

### Evoluzione demografica
Abitanti censiti